# Technical death metal
Il technical death metal, talvolta abbreviato in tech-death o techno-death, è un sottogenere del death metal sviluppatosi negli anni novanta parallelamente al progressive death metal.

## Storia

### Origini
Il genere nacque quando band con radici già impiantate nel death metal classico cominciarono a sperimentare nuove strutture musicali, alla ricerca di sonorità più complesse e tecniche, ma mantenendo l'aggressività e la velocità dipiche del death e del thrash metal. Capostipiti del genere e spesso chiamati come i "big four del technical death metal" (riferimento ai big four del thrash metal) sono considerati gli statunitensi (ed esponenti della scena death metal in Florida) Death, Atheist e Cynic, oltre agli olandesi Pestilence. I Nocturnus (anche loro provenienti dalla Florida) sono spesso considerati gli anticipatori del genere con il loro primo album The Key, del 1991.

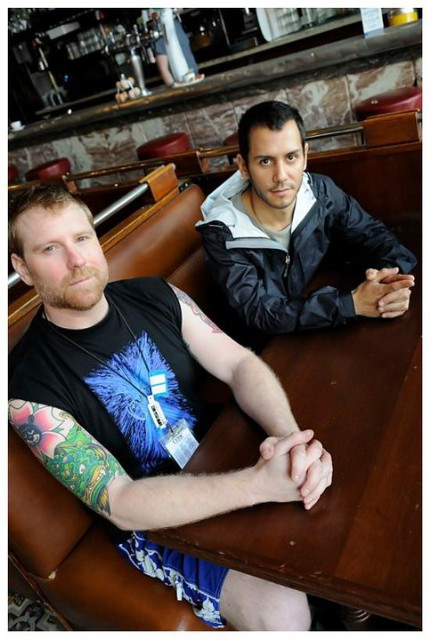
Paul Masvidal e Sean Reinert dei Death e dei Cynic

Soprattutto gli Atheist con i loro primi tre album e i Death, con Human, sperimentarono per la prima volta l'inclusione di strutture e sonorità jazz nella loro musica, stabilendo uno dei capi saldi del technical death metal. La formazione di Human comprendeva, oltre al frontman Chuck Schuldiner e a Steve DiGiorgio, anche Sean Reinert e Paul Masvidal, che lasciati i Death formeranno i Cynic e pubblicheranno, nel 1993, il loro album di debutto Focus, altro disco importantissimo per il genere. Primi esponenti del genere furono anche i Nile, che spesso a metà tra technical e brutal, incorporarono nella loro musica strumenti, armonie e testi non convenzionali richiamanti l'antico Egitto, e i Suffocation, considerati più vicini al filone del brutal.

### Popolarità
In contemporanea, in Europa si sviluppò un altro sottogenere di death metal, chiamato progressive death metal e influenzato da rock progressivo, folk e doom. Dopo la spinta commerciale data al genere dal successo degli svedesi Opeth a inizio anni 2000, il technical death metal improvvisamente non godette più della notorietà avuta nei primi anni novanta con Death e Atheist, sia a causa dello scioglimento di questi gruppi riferimento, che in conseguenza alla nascita di sottogeneri più orecchiabili come melodic death metal, metalcore e deathcore; tuttavia band come Necrophagist (che con il loro album di debutto, Onset of Putrefaction del 1999, marcarono una nuova pietra miliare per il genere), Nile, Portal, Cryptopsy e Gorguts rimasero importantissime per la scena underground del genere anche negli anni successivi.

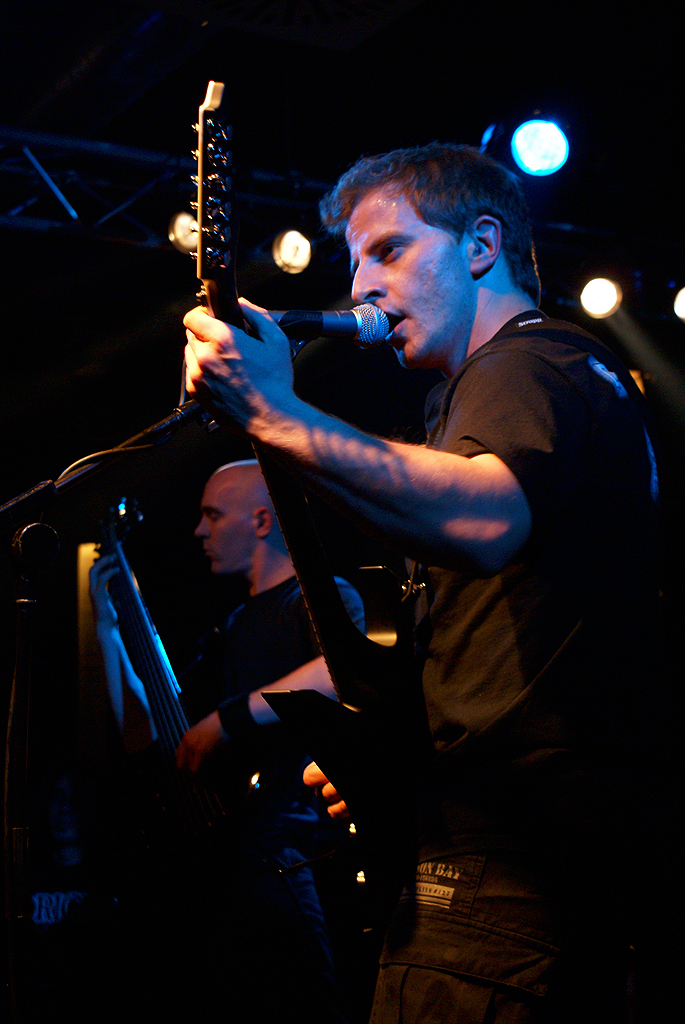
Muhammed Suiçmez dei Necrophagist

Gli statunitensi Between the Buried and Me sperimentarono addirittura la commistione di metalcore e technical death metal, riscuotendo consensi da pubblico e critica. A partire dagli anni 2010 godettero di buoni riscontri dalla critica e, per la prima volta per il genere, di ottimi debutti nelle classifiche di vendita statunitensi ed europee, una nuova ondata di band technical death metal come Archspire, Revocation e Rivers of Nihil, e alcuni gruppi ritornati in attività come i Pestilence, gli Atheist e i Decapitated, questi ultimi ritenuti insieme agli Archspire tra gli esponenti più tecnici e veloci del genere. Anche gruppi non puramente technical death metal ma molto vicini al genere come i Meshuggah (djent), i Cattle Decapitation (deathgrind) e i Gojira (groove) riscossero favore di pubblico e critica nello stesso periodo.

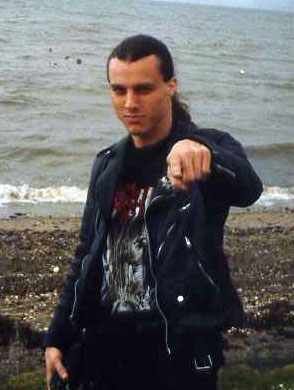
Chuck Schuldiner dei Death

## Caratteristiche
Il technical death metal è una forma di death metal che si differenzia per la difficoltà tecnica dell'esecuzione dei brani, caratterizzati da strutture complesse e atipiche. Il termine è spesso accostato al progressive death metal, sottogenere che si è sviluppato parallelamente al technical durante gli anni novanta. Nonostante le similitudini (utilizzo di cambi di tempo, influenze da jazz e rock progressivo) i due generi si differenziano sostanzialmente sia per la maggiore aggressività e velocità del technical (caratteristica che lo avvicina a sua volta al brutal death metal) che per l'utilizzo nel progressive (comunque non tassativo) di chitarre acustiche, strumenti ad arco, tastiere e sintetizzatori. Tratti distintivi del genere sono inoltre l'abbondante uso di scale diminuite e arpeggi di chitarra, tempi dispari e irregolari, linee di basso complesse e batteria estremamente veloce e incentrata su blast beat e altre tecniche estreme. Raramente possono essere presenti intermezzi melodici e strumentali richiamanti atmosfere fusion e jazz.
I testi sono perlopiù incentrati sull'ambito emotivo, psicologico, introspettivo e filosofico dell'essere umano, andando a toccare argomenti come guerra, disagio esistenziale e politica, discostandosi da quelle tipiche delle prime forme di death metal nate alla fine degli anni ottanta incentrate su morte, gore e satanismo. Chuck Schuldiner dei Death, in particolare, incalzato sul fatto che non parlasse dei tipici temi del death metal nelle sue canzoni, rispose: